# Польцо (Тверская область)
Польцо — село в Бежецком районе Тверской области, входит в Сукроменское сельское поселение.

## Географическое положение
Село расположено в 17 км на юг от центра поселения села Сукромны и в 31 км на юг от районного центра города Бежецк.

## История
В 1876 году в селе была построена каменная Преображенская церковь с 5 престолами.
В конце XIX — начале XX века село входило в состав Радуховской волости Бежецкого уезда Тверской губернии. 
С 1929 года село являлось центром Польцовского сельсовета Кесовогорского района Бежецкого округа Московской области, с 1935 года — в составе Калининской области, с 1963 года — в составе Хозницкого сельсовета Бежецкого района, с 2005 года — в составе Сукроменского сельского поселения.

## Население
| 1859 | 2008 | 2010 |
| ---- | ---- | ---- |
| 174  | ↘8   | ↘1   |

## Достопримечательности
В селе расположена недействующая Церковь Спаса Преображения (1876). 